# Onthophagus yungaburra
Onthophagus yungaburra là một loài bọ cánh cứng trong họ Bọ hung (Scarabaeidae).